# Mike McCarthy
Michael John "Mike" McCarthy (10 de noviembre de 1963) es un entrenador de fútbol americano profesional que actualmente se encuentra sin equipo, ya que ejerció como entrenador en jefe de los Dallas Cowboys, hasta el final de la temporada 2024.

## Trayectoria
McCarthy ejerció como entrenador en jefe de los Green Bay Packers de 2006 hasta el 2 de diciembre del 2018 cuando perdieron un partido ante los cardenales por marcador de 17-20. Anteriormente se habría desempeñado como coordinador ofensivo en los San Francisco 49ers en el primero año de gestión del head coach Mike Nolan, así como para los New Orleans Saints de 2001 a 2004. 
Tras dos años de inactividad, volverá a dirigir con los Dallas Cowboys para la Temporada 2020.

## Récord como entrenador en jefe
| Equipo   | Año      | Temporada regular | Temporada regular | Temporada regular | Temporada regular | Temporada regular | Postemporada | Postemporada | Postemporada | Postemporada              |
| Equipo   | Año      | Ganados           | Perdidos          | Empatados         | % Victorias       | Resultado Final   | Ganados      | Perdidos     | % Victorias  | Resultado Final           |
| -------- | -------- | ----------------- | ----------------- | ----------------- | ----------------- | ----------------- | ------------ | ------------ | ------------ | ------------------------- |
| GB       | 2006     | 8                 | 8                 | 0                 | .500              | 2.º en NFC Norte  | @–           | @–           | @–           | —                         |
| GB       | 2007     | 13                | 3                 | 0                 | .813              | 1.º en NFC Norte  | 1            | 1            | .500         |                           |
| GB       | 2008     | 6                 | 10                | 0                 | .375              | 3.º en NFC Norte  | @–           | @–           | @–           | —                         |
| GB       | 2009     | 11                | 5                 | 0                 | .688              | 2.º en NFC Norte  | 0            | 1            | .000         |                           |
| GB       | 2010     | 10                | 6                 | 0                 | .625              | 2.º en NFC Norte  | 4            | 0            | 1.000        | Super Bowl #XLV Campeones |
| GB       | 2011     | 15                | 1                 | 0                 | .938              | 1.º en NFC Norte  | 0            | 1            | .000         |                           |
| GB       | 2012     | 11                | 5                 | 0                 | .687              | 1.º en NFC Norte  | 1            | 1            | .500         |                           |
| GB       | 2013     | 8                 | 7                 | 1                 | .531              | 1.º en NFC Norte  | 0            | 1            | .000         |                           |
| GB       | 2014     | 12                | 4                 | 0                 | .750              | 1.º en NFC Norte  | 1            | 1            | .500         |                           |
| GB       | 2015     | 6                 | 0                 | 0                 | 1.000             | 1.º en NFC Norte  | @–           | @–           | @–           | —                         |
| GB Total | GB Total | 101               | 49                | 1                 | .659              | 7                 | 6            | .538         |              |                           |
| Total    | Total    | 101               | 49                | 1                 | .659              | 7                 | 6            | .538         |              |                           |

### Récord como entrenador vs. otros equipos
| Equipo                        | Victorias | Derrotas |
| ----------------------------- | --------- | -------- |
| Cardenales de Arizona         | 3         | 1        |
| Halcones de Atlanta           | 3         | 2        |
| Cuervos de Baltimore          | 2         | 0        |
| Facturas de #búfalo           | 1         | 1        |
| Carolina Panteras             | 2         | 1        |
| Osos de Chicago               | 9         | 5        |
| Cincinnati Bengals            | 0         | 2        |
| Cleveland Brown               | 1         | 0        |
| Cowboys de Dallas             | 3         | 1        |
| Denver Broncos                | 2         | 0        |
| Leones de Detroit             | 13        | 2        |
| Houston Texans                | 1         | 1        |
| Indianapolis Colts            | 1         | 1        |
| Jacksonville Jaguares         | 1         | 1        |
| Jefes de Ciudad del Kansas    | 1         | 1        |
| Delfines de Miami             | 2         | 1        |
| Minnesota Vikings             | 10        | 4        |
| Patriotas de Inglaterra nueva | 1         | 2        |
| Santos de Nueva Orleans       | 2         | 2        |
| Gigantes de Nueva York        | 3         | 3        |
| Jets de Nueva York            | 2         | 1        |
| Oakland Raiders               | 2         | 0        |
| Águilas de Filadelfia         | 2         | 1        |
| Pittsburgh Steelers           | 1         | 2        |
| St. Louis Carneros            | 4         | 1        |
| San Diego Chargers            | 2         | 0        |
| San Francisco 49ers           | 3         | 4        |
| Seattle Seahawks              | 2         | 2        |
| Tampa Bahía Buccaneers        | 1         | 2        |
| @Titan de Tennessee           | 1         | 1        |
| Washington Redskins           | 1         | 1        |
| Totales:                      | 74        | 46[a]    |

## Premios
En 2007, McCarthy fue elegido como el Entrenador del Año, después de haber recibido en dos ocasiones el premio al entrenador de la semana.